# Brendola
Brendola é uma comuna italiana da região do Vêneto, província de Vicenza, com cerca de 6.211 habitantes. Estende-se por uma área de 25 km², tendo uma densidade populacional de 248 hab/km². Faz fronteira com Altavilla Vicentina, Arcugnano, Grancona, Montebello Vicentino, Montecchio Maggiore, Sarego, Zovencedo.

## Demografia
| Variação demográfica do município entre 1861 e 2011                               |
|                                                                                   |
| Fonte: Istituto Nazionale di Statistica (ISTAT) - Elaboração gráfica da Wikipedia |